# Leucauge funebris
Leucauge funebris là một loài nhện trong họ Tetragnathidae.
Loài này thuộc chi Leucauge. Leucauge funebris được Cândido Firmino de Mello-Leitão miêu tả năm 1930.